# Lorraine 37L
Lorraine 37L – francuski uniwersalny gąsienicowy ciągnik wojskowy z okresu II wojny światowej. Pojazd wykorzystywany był głównie do transportowania amunicji i paliwa dla czołgów, lecz mógł również pełnić funkcję ciągnika artyleryjskiego.
Pojazdy Lorraine 37L, produkowane w latach 1939–1940, wzięły udział w zakończonej niepowodzeniem obronie Francji. Wiele egzemplarzy zostało wcielonych do niemieckiego Wehrmachtu, gdzie część z nich została przebudowana na działa samobieżne (m.in. Marder I). Produkcję nieopancerzonych ciągników, oficjalnie przeznaczonych do użytku w leśnictwie, wznowiono po podpisaniu rozejmu w Compiègne w nieokupowanej części Francji, gdzie trwała do 1942 roku.